# Município Léua
Município Léua är en kommun i Angola.   Den ligger i provinsen Moxico, i den centrala delen av landet, 900 km öster om huvudstaden Luanda.
I omgivningarna runt Município Léua växer huvudsakligen savannskog. Runt Município Léua är det mycket glesbefolkat, med 2 invånare per kvadratkilometer.